# Hsiao Bi-khim

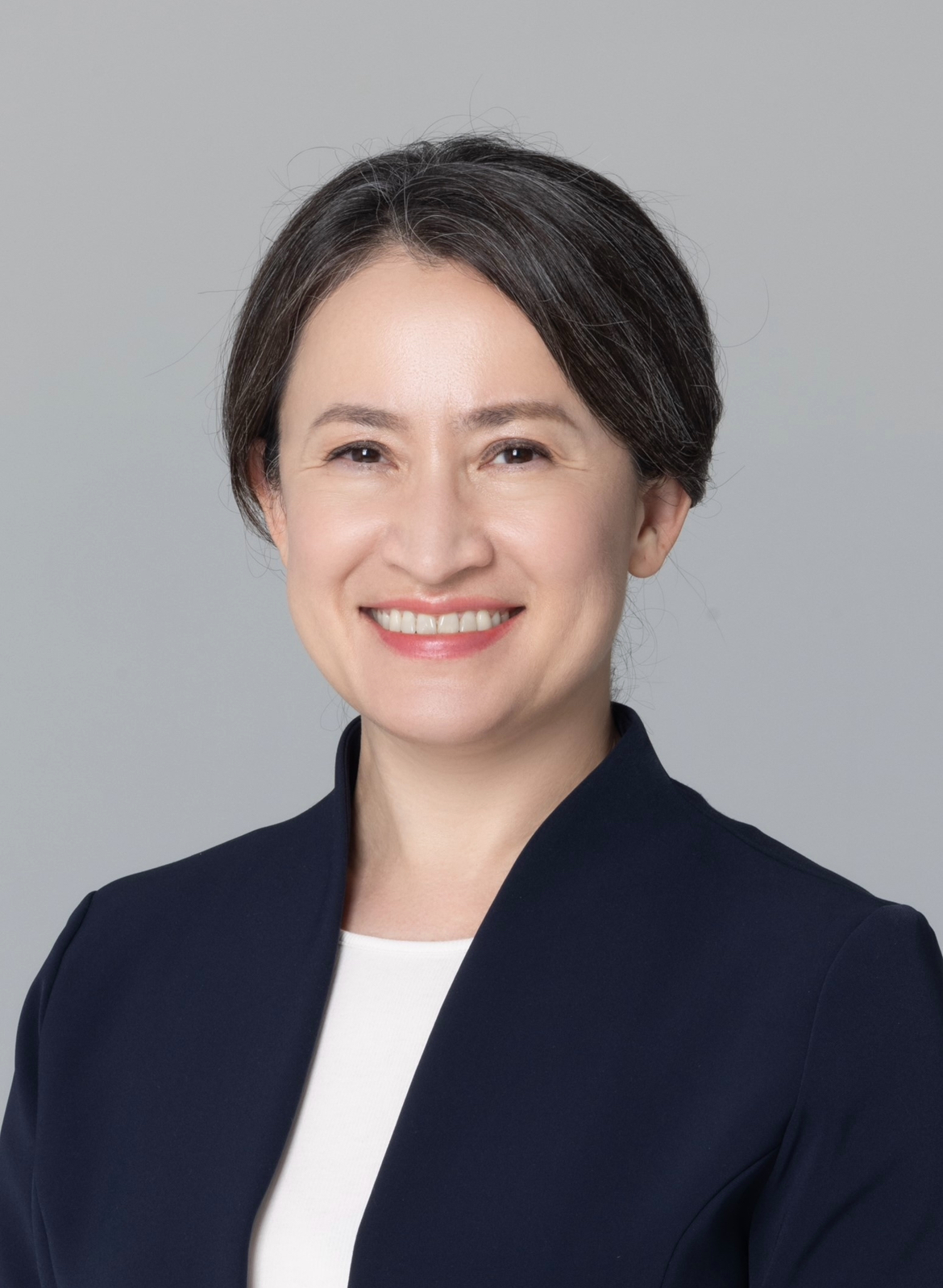
Offizielles Porträt 2024

Hsiao Bi-khim (chinesisch 蕭美琴, Pinyin Xiāo Měiqín, W.-G. Hsiao1 Mei3-ch'in2, Pe̍h-ōe-jī Siau Bí-khîm; * 7. August 1971 in Kobe, Japan) ist eine taiwanische Politikerin und Diplomatin. Sie ist die Vizepräsidentin der Republik China (Taiwan). Sie war von 2002 bis 2008 und erneut von 2012 bis 2020 Mitglied des Legislativ-Yuans. Hsiao war außerdem von 2020 bis 2023 die taiwanische Vertreterin in den Vereinigten Staaten.
Geboren in Kōbe, Präfektur Hyōgo, Japan, als Tochter eines taiwanischen Vaters und einer amerikanischen Mutter, wuchs Hsiao in Tainan, Taiwan, auf, bevor sie in die Vereinigten Staaten zog. Sie schloss ihr Studium am Oberlin College und an der Columbia University mit einem Master-Abschluss in Politikwissenschaften ab. Sie ist Mitglied der Demokratischen Fortschrittspartei (DPP). Von 2005 bis 2012 war sie Vizepräsidentin der Liberalen Internationalen.
Von 2002 bis 2008 und von 2012 bis 2020 war sie Abgeordnete des Legislativ-Yuan. Nach ihrem Ausscheiden aus dem Legislativ-Yuan wurde sie im März 2020 zur Beraterin des Nationalen Sicherheitsrats ernannt. Im Juni desselben Jahres wurde Hsiao zur Vertreterin Taiwans in den Vereinigten Staaten ernannt, als erste Frau in dieser Position.
Seit dem 20. Mai 2024 ist sie amtierende Vizepräsidentin der Republik China (Taiwan).